# Cultripalpa dodara
Cultripalpa dodara är en fjärilsart som beskrevs av Swinhoe 1915. Cultripalpa dodara ingår i släktet Cultripalpa och familjen nattflyn. Inga underarter finns listade i Catalogue of Life.